# Nassarius vanpeli
Nassarius vanpeli là một loài ốc biển, là động vật thân mềm chân bụng sống ở biển thuộc họ Nassariidae.